# Schizopera akatovae
Schizopera akatovae is een eenoogkreeftjessoort uit de familie van de Miraciidae. De wetenschappelijke naam van de soort is voor het eerst geldig gepubliceerd in 1953 door Borutsky.